# گورنو وویوودینو
گورنو وویوودینو (به بلغاری: Gorno Voyvodino) یک منطقهٔ مسکونی در بلغارستان است که در شهرستان هاسکوفو واقع شده‌است.